# Trần Trác (Tam Quốc)
Trần Trác (230—320 / 90 tuổi) là một nhà thiên văn học Trung Quốc đã sống vào thời kì Tam Quốc của Trung Quốc. Ông từng là một nhà thiên văn học của triều đình ở nước Đông Ngô. Ông đã thu thập các tác phẩm của các nhà thiên văn trước đó của triều đại nhà Hán và kết hợp chúng thành một hệ thống duy nhất. Bản liệt kê mục lục sao của ông danh mục 1.464 sao trong 283 chòm sao. Các tác phẩm của ông ta đã bị quên lãng theo dòng trôi của lịch sử, nhưng thông tin về hệ thống chòm sao vẫn còn lưu đọng trong các ghi chép của nhà Đường, đáng kể bởi Cù Đàm Tất Đạt. 